# NGC 1846
NGC 1846 (również ESO 56-SC67) – gromada kulista znajdująca się w gwiazdozbiorze Złotej Ryby w odległości 160 000 lat świetlnych. Została odkryta 6 listopada 1826 roku przez Jamesa Dunlopa. NGC 1846 należy do Wielkiego Obłoku Magellana. Większość gwiazd gromady ma kilka miliardów lat.